# Danielowa Polana
Danielowa Polana (810–840 m n.p.m.) - polana leśna w Masywie Śnieżnika, w Sudetach.
Okazała polana śródleśna górująca na zachodzie nad Przełęczą Płoszczyna na wschód od Rykowiska.

## Szlaki turystyczne
biegnie tędy szlak turystyczny:
- zielony Bielice - Śnieżnik (góra)[1].